# Isla de Lobos
Die Isla de Lobos ist eine etwa acht Kilometer vor Punta del Este gelegene uruguayische Insel. Mit etwa 200.000 Seehunden, Seelöwen und See-Elefanten beherbergt das felsige Eiland die größte Kolonie dieser Meersäugetiere in Südamerika. Auf der Insel leben auch zahlreiche Vogelarten.
Seit 1949 stehen die Seelöwen unter Naturschutz und sie dürfen nicht mehr gejagt werden. Sie ist ein großer Anziehungspunkt für Touristen.
Seit 1992 ist die Insel Teil des Nationalparks Coastal Islands, um die dortige Fauna zu schützen.
Das bekannteste Bauwerk auf der Insel ist ein 59 Meter hoher Leuchtturm, der 1906 erbaut wurde und einen Vorgänger aus dem Jahre 1858 ersetzte. Seine Wartung ist Aufgabe der Marine.

## Geschichte
Sie wurde 1516 von dem spanischen Seefahrer Juan Díaz de Solís entdeckt und „San Sebastián de Cádiz“ genannt. Später, im Jahr 1527, wurde sie von dem venezianischen Seefahrer Sebastián Gaboto auf seiner Expedition zum Río de la Plata und zum Paraná besucht. 1528 segelte Diego García de Moguer durch die Region und nannte sie „Isla de los Pargos“.
Im Jahr 1858 errichtete die uruguayische Regierung auf der Insel einen Leuchtturm, um den Schiffen und Booten, die in den Río de la Plata ein- und ausfuhren, den Weg zu weisen. 1906 wurde er wiederhergestellt. Mit 59 m über NN ist er der dritthöchste Leuchtturm der Welt und der höchste in Südamerika. Er sendet alle 5 Sekunden einen Lichtstrahl aus, der aus einer Entfernung von 40 km zu sehen ist. Von seinem Außenbalkon, der über 240 Stufen zu erreichen ist, bietet sich ein Panoramablick auf die Insel und die Küste von Punta del Este.
Seit Juli 2001 ist er der erste automatische Leuchtturm Uruguays und kann aus der Ferne gesteuert werden. Er verfügt über ein Energieversorgungssystem auf der Grundlage von Sonnenkollektoren.

## Tourismus
Die Insel ist unbewohnt und es darf dort nicht übernachtet werden.
Es gibt jedoch geführte Touren auf die Insel. Hunderte von Touristen nutzen jedes Jahr die Gelegenheit die Insel zu besuchen und dort im Meer mit den Seelöwen zu schwimmen und zu tauchen.
Außerdem ist die Insel ein idealer Ort für die Walbeobachtung, denn Südliche Glattwale kommen oft in der Gegend vorbei, wenn sie an der uruguayischen Küste überwintern. Dies ist auch einer der wenigen Orte im Land, an dem Orcas zu finden sind.

## Weblinks

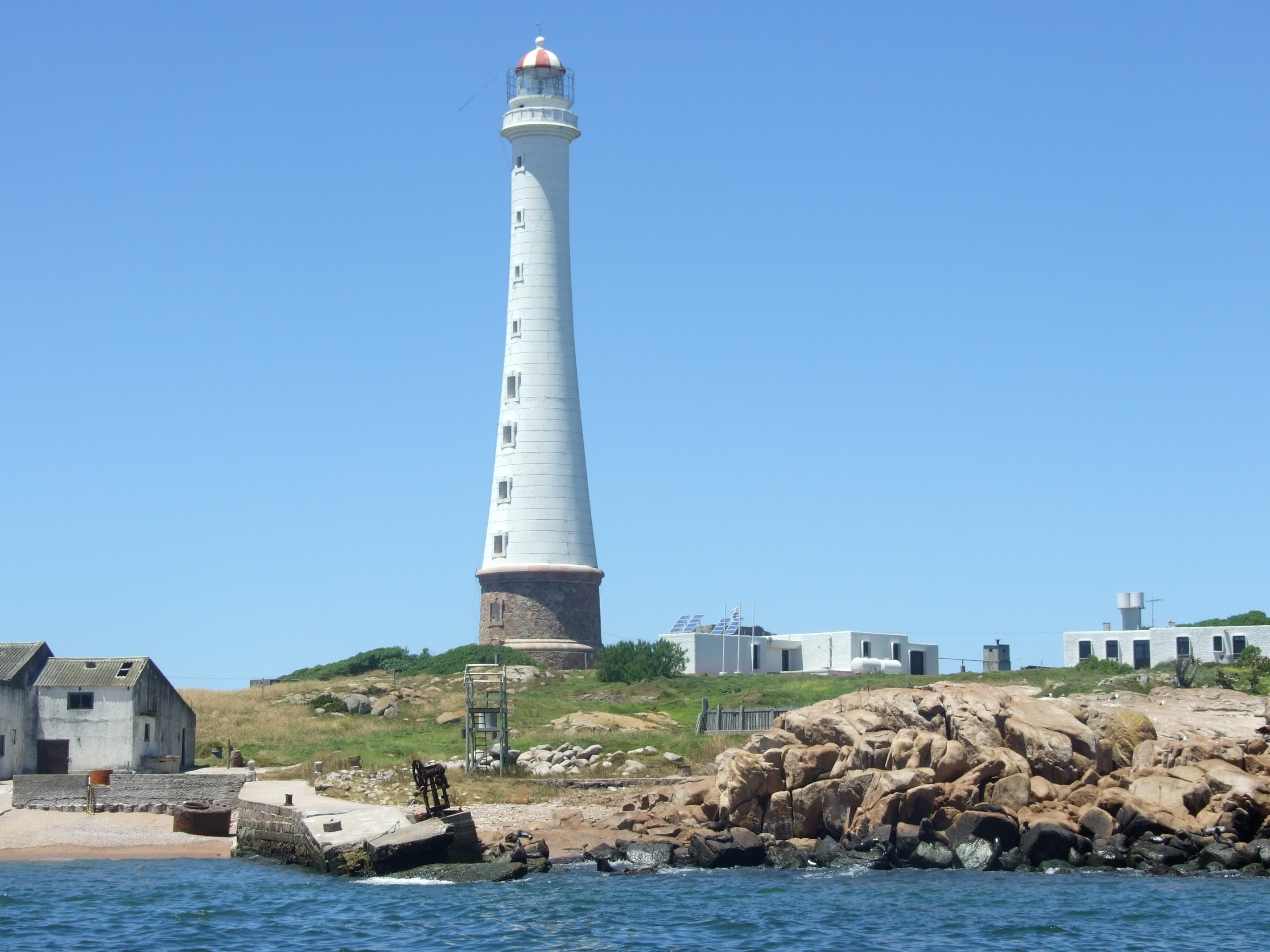
Leuchtturm auf der Insel
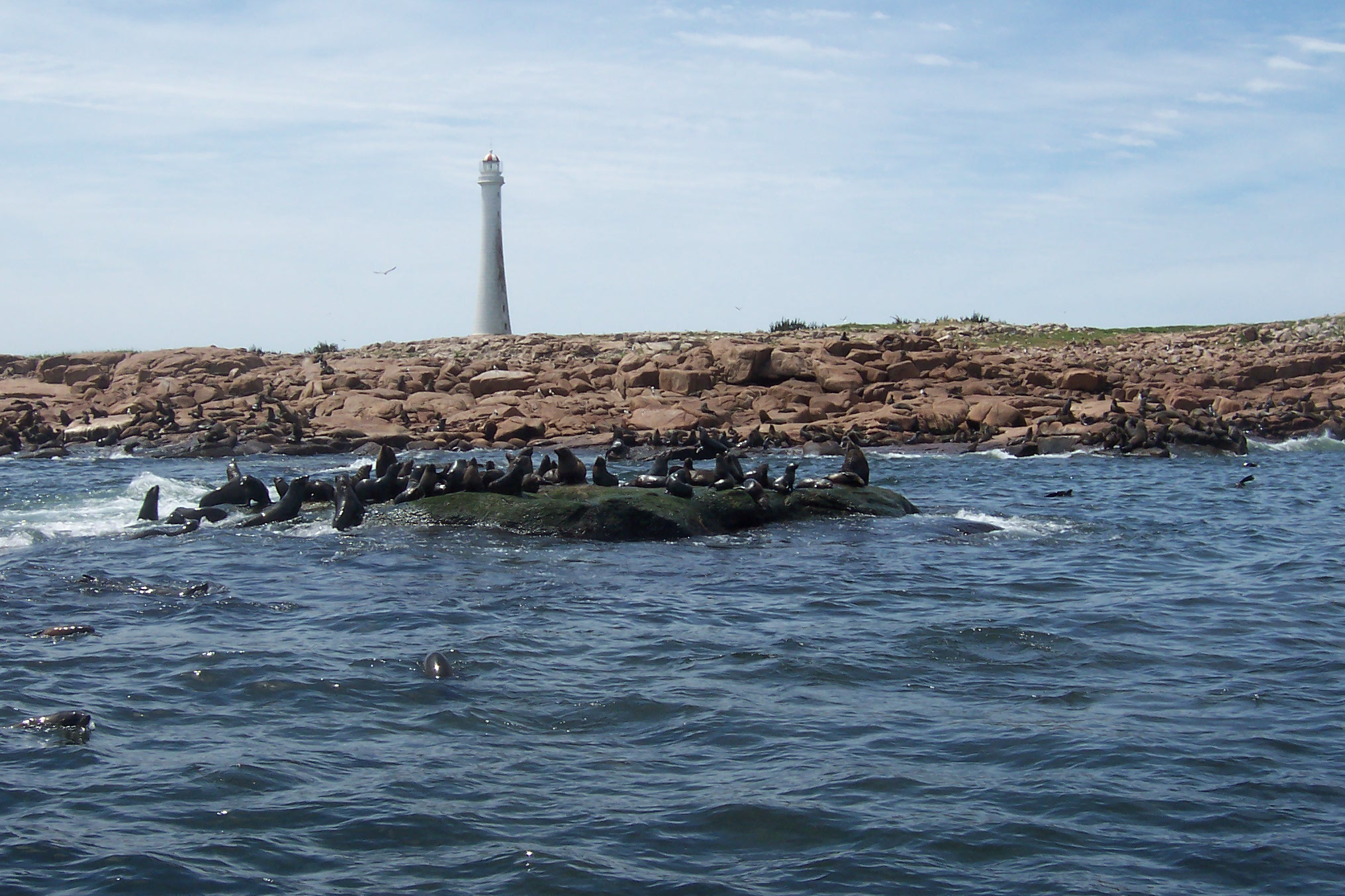
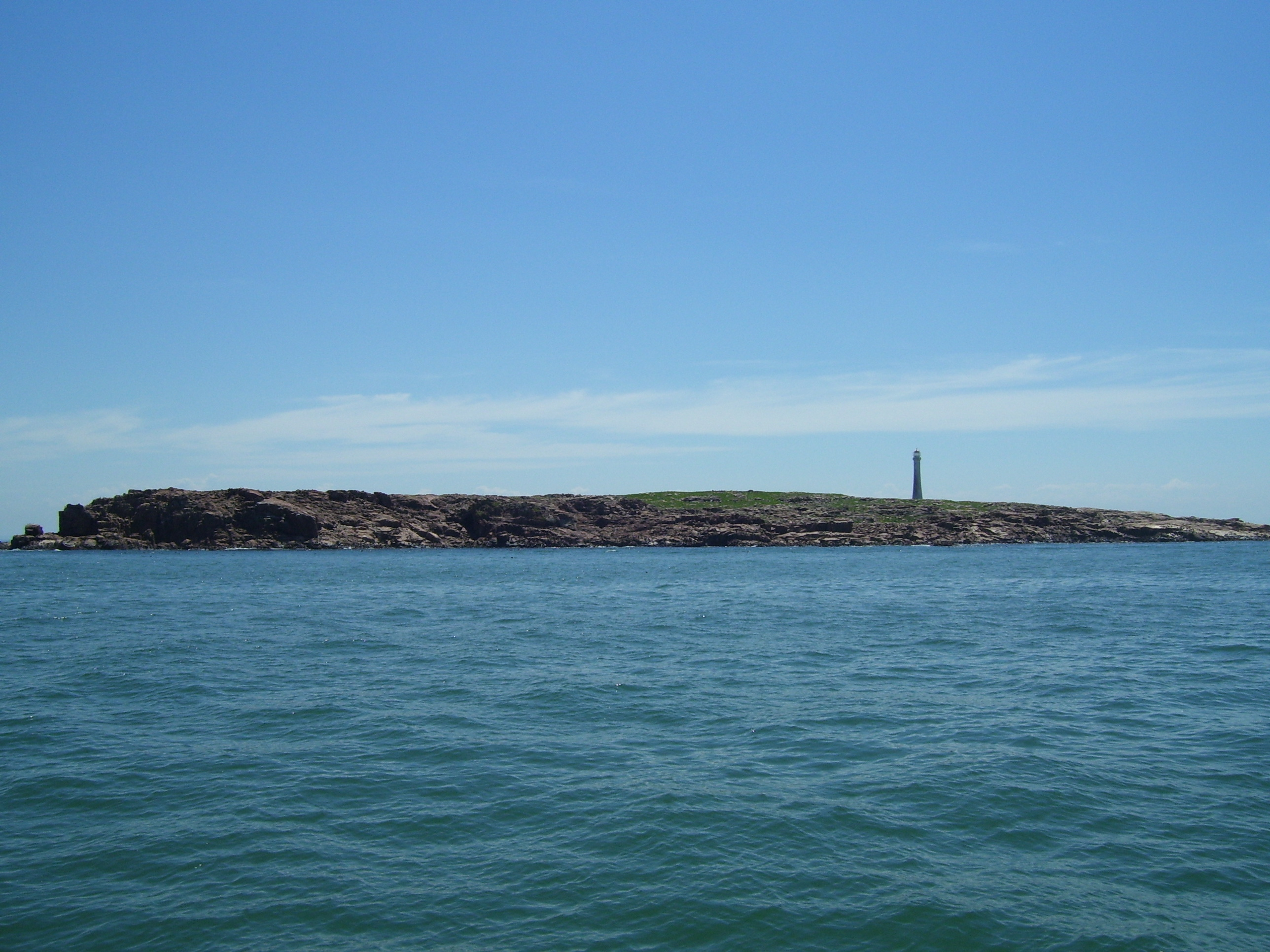
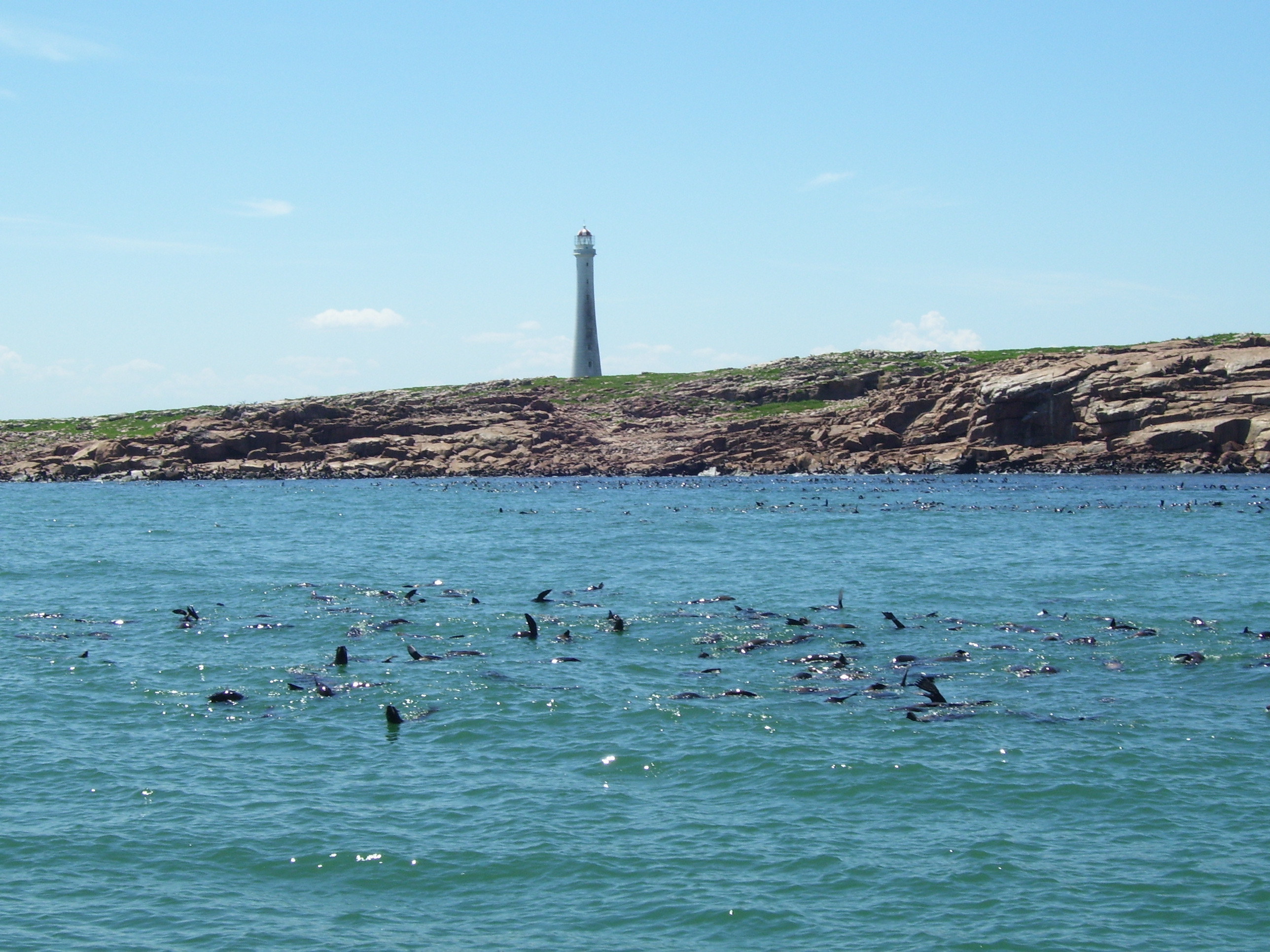